# Cadettenschool

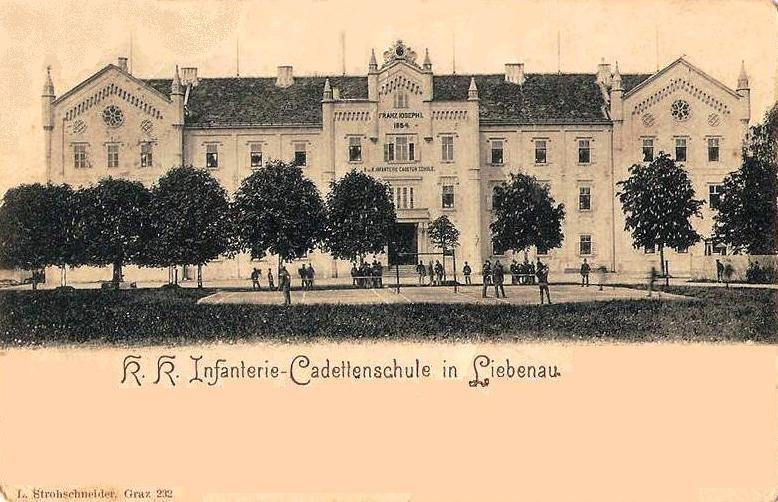
Oostenrijkse cadettenschool rond 1900

Een cadettenschool is een militair-gerelateerde school waar studenten een opleiding kunnen volgen 
1. om officier te worden
2. die dient als voorbereiding op vervolgonderwijs om officier te worden

Voorbeelden van de eerste variant zijn:
- Frankrijk: École Spéciale Militaire de Saint-Cyr
- VS: West Point

Voorbeelden van de tweede variant waren:
- België: de Koninklijke Cadettenschool in Brussel en Lier als voorbereiding op de Koninklijke Militaire School
- Nederland: de Cadettenschool in Alkmaar als voorbereiding op de Koninklijke Militaire Academie